# Лека (Молдова)
Лека (рум. Leca) — село в Кантемирском районе Молдавии. Наряду с селом Антонешты входит в состав коммуны Антонешты.

## История
Значима как переправа через реку Прут для части российских войск во время Русско-турецкой войны 1828—1829 гг..

## География
Село расположено на высоте 28 метров над уровнем моря.

## Население
По данным переписи населения 2004 года, в селе Лека проживает 484 человека (231 мужчина, 253 женщины).
Этнический состав села:
| Национальность | Число жителей | Процентный состав |
| -------------- | ------------- | ----------------- |
| молдаване      | 469           | 96.9              |
| украинцы       | 6             | 1.24              |
| русские        | 4             | 0.83              |
| болгары        | 3             | 0.62              |
| прочие         | 2             | 0.41              |
| Всего          | 484           | 100%              |